# Zilla Huma Usman
Zilla Huma Usman, (le 16 septembre 1971 - Lahore, le 20 février 2007) est une femme politique pakistanaise. Elle est morte assassinée par un fanatique religieux pour son engagement en faveur de l'émancipation des femmes au Pakistan.
Elle était membre de la Ligue musulmane du Pakistan (Q) et a été ministre dans le gouvernement local de la province du Pendjab.

## Biographie
Connue pour son militantisme en faveur de la cause des femmes, elle était mariée au docteur Muhammad Usman Haider. 
Elle a obtenu le degré de LL.B. en 1997 et M.A.` (Science politique) en 1998 de l'université du Pendjab, Lahore. Elle a été élue à l'Assemblée provinciale du Pendjab lors des élections générales de 2002.
Elle a travaillé en tant que secrétaire parlementaire pour la planification et le développement du 5 août 2003 au 30 novembre 2006. 
Elle était ministre des Affaires sociales de la province du Pendjab depuis le 1er décembre 2006.

## L'assassinat
L'agression a eu lieu lors de la cérémonie d'ouverture d'une réunion de la Ligue musulmane du Pakistan (Q) à Gujranwala, à 250 km au sud-est d’Islamabad. 
L'assassin, identifié comme étant Mohammed Sarwar, qualifié par la police de « fanatique religieux », a surgi de la foule et a tiré dans la tête et l'épaule avec une arme de poing. Celui-ci avait assassiné au minimum neuf autres femmes et en blessé sept autre entre 2002 et janvier 2003 et avait été relâché de prison en 2006. Son assassin a été condamné à mort par la Cour anti-terroriste de Gujranwala le 20 mars 2007 et mort de tuberculose dans la prison de Lahore le 27 janvier 2012.
« Il l’a tuée parce qu’elle ne respectait pas le code vestimentaire islamique et parce qu’elle faisait campagne pour l’émancipation des femmes », a expliqué à l’AFP l’officier de la police locale, Naseer Ahmad.
Après avoir été transportée par voie aérienne à un hôpital de Lahore, Mme Usman a succombé à ses blessures sur la table d'opération.

## Sources
- (fr) Pakistan : une femme ministre de province a été tuée par balles, 21 février 2007, Xinhuanet
- (en) Punjab Minister Zil-e-Huma Usman Assassinated, Pakistan Times, 21 février 2007
- (en) Pakistani minister killed for refusing to wear veil, The Australien News
- (en) Zille Huma Usman assassinated, APP
- (en) Female Pakistani minister shot dead for 'breaking Islamic dress, The Times